# Gaku Akazawa
Gaku Akazawa (jap. 赤澤岳 Akazawa Gaku; ur. 21 czerwca 1990) – japoński, a od 2024 roku samoański zapaśnik walczący w stylu wolnym. Olimpijczyk z Paryża 2024, gdzie zajął czternaste miejsce w kategorii 65 kg.
Mistrz Oceanii w 2024 i 2025 roku.